# Comté de Jefferson (Colorado)
Pour les articles homonymes, voir Jefferson et Comté de Jefferson.
Le comté de Jefferson (Jefferson County ou Jeffco) est situé au centre de l'état américain du Colorado. Le siège du Comté est à Golden. Il fait partie de la zone métropolitaine Denver-Aurora.
Son nom vient du territoire non officiel de Jefferson[réf. nécessaire], du nom du président des États-Unis, Thomas Jefferson. Sa superficie est de 2 015 km2, pour une population estimée en 2000 à 527 056 habitants, soit une densité de 264 habitants au km2.
Le comté de Jefferson abrite le lycée de Columbine où se déroula le massacre éponyme, sujet du documentaire Bowling for Columbine de Michael Moore et du film Elephant de Gus Van Sant.

## Démographie
| 1870  | 1880  | 1890  | 1900  | 1910   | 1920   |
| ----- | ----- | ----- | ----- | ------ | ------ |
| 2 390 | 6 804 | 8 450 | 9 306 | 14 231 | 14 400 |

| 1930   | 1940   | 1950   | 1960    | 1970    | 1980    |
| ------ | ------ | ------ | ------- | ------- | ------- |
| 21 810 | 30 725 | 55 687 | 127 520 | 233 031 | 371 753 |

| 1990    | 2000    | 2010    | - | - | - |
| ------- | ------- | ------- | - | - | - |
| 438 430 | 527 056 | 534 543 | - | - | - |